# Oreolalax
Oreolalax – rodzaj płazów bezogonowych z podrodziny Leptobrachiinae w rodzinie Megophryidae.

## Zasięg występowania
Rodzaj obejmuje gatunki występujące w południowo-zachodnich Chinach i przyległych obszarach Mjanmy i Wietnamu, być może do sąsiedniego Laosu; populacja nieprzypisana do konkretnego gatunku zamieszkuje Arunachal Pradesh w północno-wschodnich Indiach.

## Systematyka

### Etymologia
- Oreolalax: gr. ορος oros, ορεος oreos „góra”[6]; λαλος lalos „gadatliwy, rozmowny”[7].
- Aelurolalax: gr. αιλουρος ailouros „kot”[8]; λαλος lalos „gadatliwy, rozmowny”[7]. Gatunek typowy: Megalophrys weigoldi Vogt, 1924
- Atympanolalax: gr. przedrostek negatywny α a „bez”; τυμπανον tumpanon „bęben”; λαλος lalos „gadatliwy, rozmowny”[4]. Gatunek typowy: Scutiger rugosa Liu, 1943.

### Podział systematyczny
Do rodzaju należą następujące gatunki:
- Oreolalax chuanbeiensis Tian, 1983
- Oreolalax granulosus Fei, Ye & Chen, 1990
- Oreolalax jingdongensis Ma, Yang & Li, 1983
- Oreolalax liangbeiensis Liu & Fei, 1979
- Oreolalax lichuanensis Hu & Fei, 1979
- Oreolalax longmenmontis Hou, Shi, Hu, Deng, Jiang, Xie & Wang, 2020
- Oreolalax major (Liu & Hu, 1960)
- Oreolalax multipunctatus Wu, Zhao, Inger & Shaffer, 1993
- Oreolalax nanjiangensis Fei, Ye & Li, 1999
- Oreolalax omeimontis (Liu & Hu, 1960)
- Oreolalax pingii (Liu, 1943)
- Oreolalax popei (Liu, 1947)
- Oreolalax puxiongensis Liu & Fei, 1979
- Oreolalax rhodostigmatus Hu & Fei, 1979
- Oreolalax rugosus (Liu, 1943)
- Oreolalax schmidti (Liu, 1947)
- Oreolalax sterlingae Nguyen, Phung, Le, Ziegler & Böhme, 2013
- Oreolalax weigoldi (Vogt, 1924)
- Oreolalax xiangchengensis Fei & Huang, 1983